# Vignoble de Constantia
Le vignoble de Constantia se situe en Afrique du Sud dans le quartier de Constantia, une banlieue résidentielle de la ville du Cap dans la province du Cap-Occidental. Le manoir de Groot Constantia, situé dans le quartier, est le plus ancien domaine viticole d'Afrique du Sud et un site du patrimoine provincial.
"Groot" en néerlandais et en afrikaans se traduit par "grand" en français.

## Historique

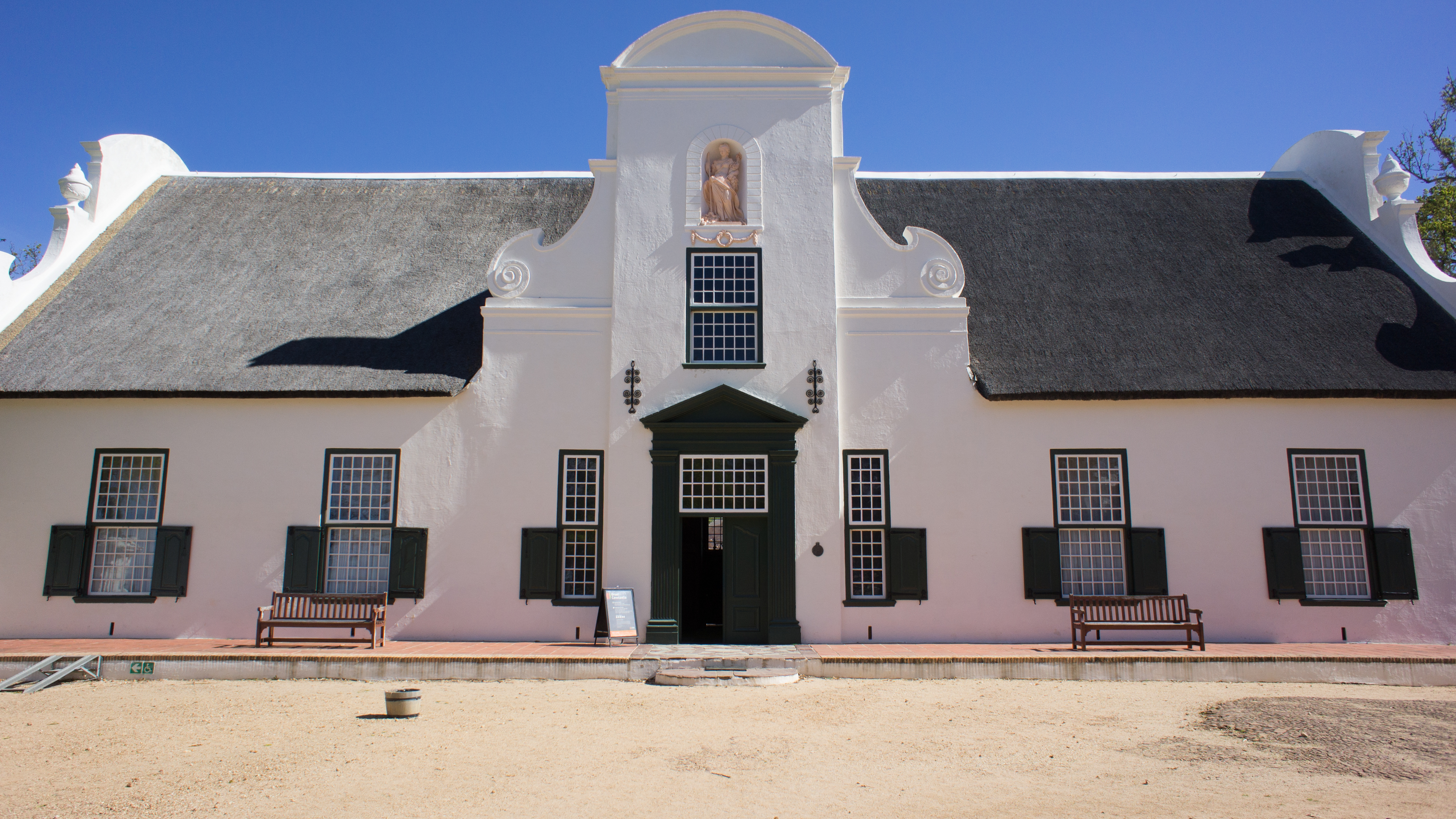
Manoir de Groot Constantia

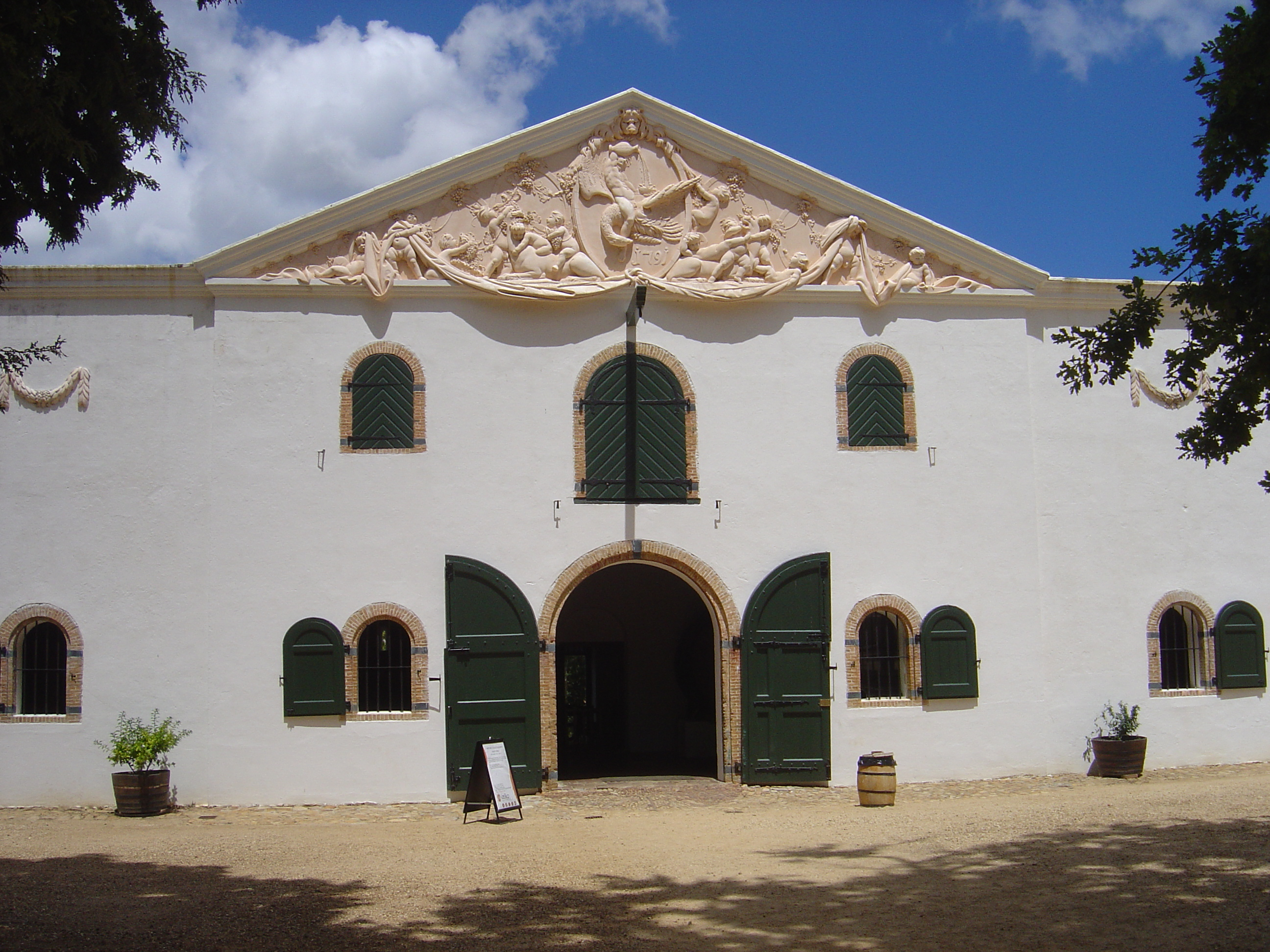
Bâtiment d'architecture néerlandaise du Cap servant de cave à vin à Groot Constantia

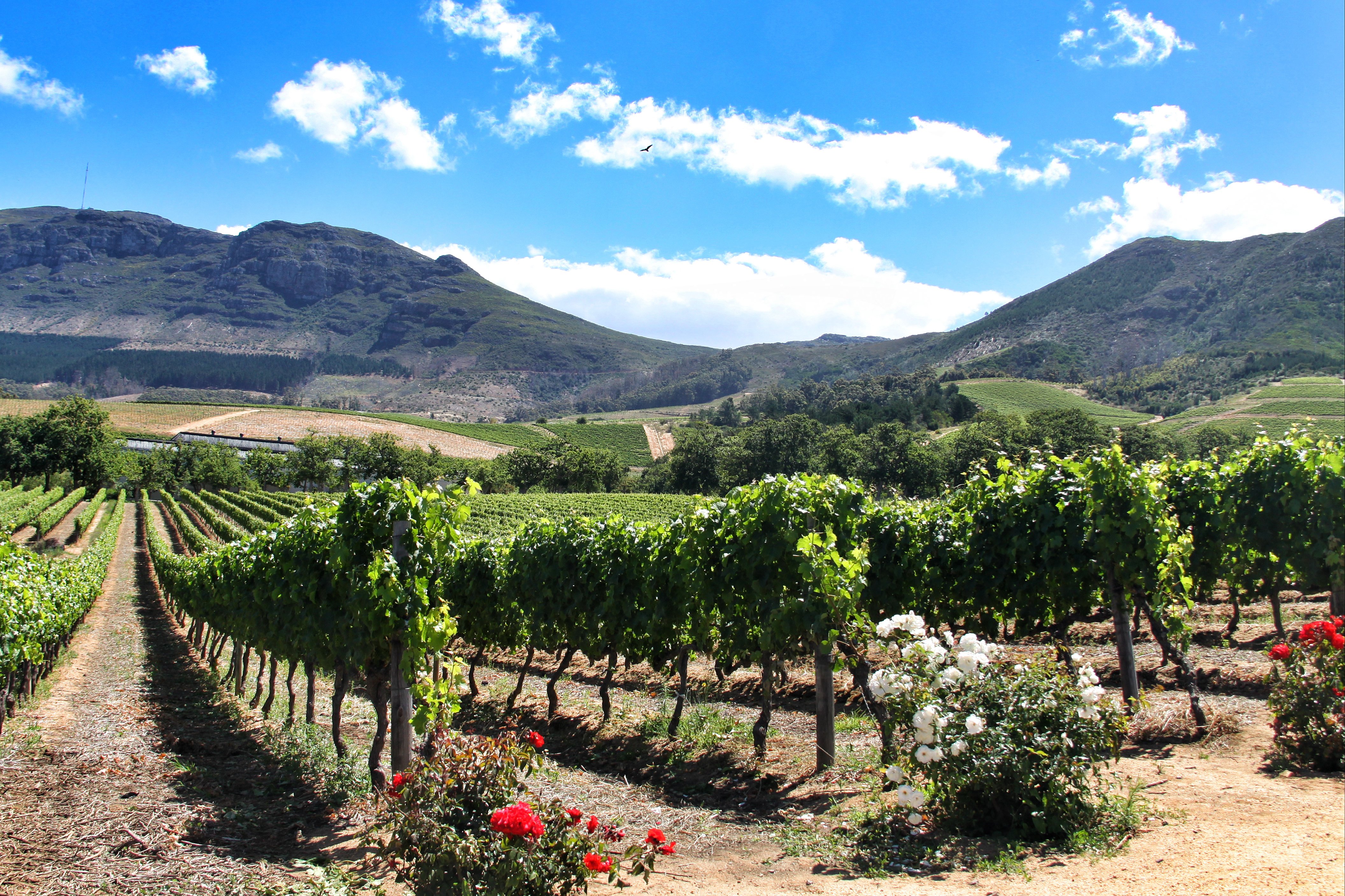
Vignoble de Groot Constantia

Le domaine viticole originaire et principal est celui de Groot Constantia, fondé en 1685 par Simon van der Stel, le gouverneur de la colonie du Cap. 
Après sa mort, en 1712, le domaine a été démantelé et vendu en trois parties : Groot Constantia, Klein Constantia et Bergvliet. Celui comprenant le manoir principal fut vendu à la famille Cloete qui poursuivit l'activité viticole du domaine.
En 1778, les Cloete, qui ont développé le vignoble, font appel à l'architecte Louis-Michel Thibault pour rénover le manoir. 
Au XVIIIe siècle, le vin de dessert produit à Constantia se vendait à des prix faramineux et séduisait l’Europe entière. La crise du phylloxéra lui fut fatale. La maison est restée en la possession de la famille Cloete jusqu'en 1885.
En 1885, Groot Constantia fut acheté par le gouvernement du Cap de Bonne Espérance et est utilisé comme un vignoble et domaine agricole expérimental. 
À la suite d'un incendie désastreux en 1925 la maison est entièrement restaurée et inscrite à l'inventaire immobilier du patrimoine national en 1969.
En 1993, le domaine devint propriété du trust Fiducie de Groot Constantia.
Le domaine de Klein Constantia est lui aussi restauré et replanté en 1981. À partir de 1987, sa production progresse rapidement tout comme la qualité de ses vins.

### Musée de Groot Constantia
Groot Constantia est devenu une partie du musée d'histoire culturelle sud-africaine et présente du mobilier sud-africain de style hollandais d'époque. L'exposition est gérée par le musée Iziko du Cap, et est plus particulièrement axé sur l'esclavage en milieu rural et la vie des esclaves pendant la période coloniale au début du Cap. 

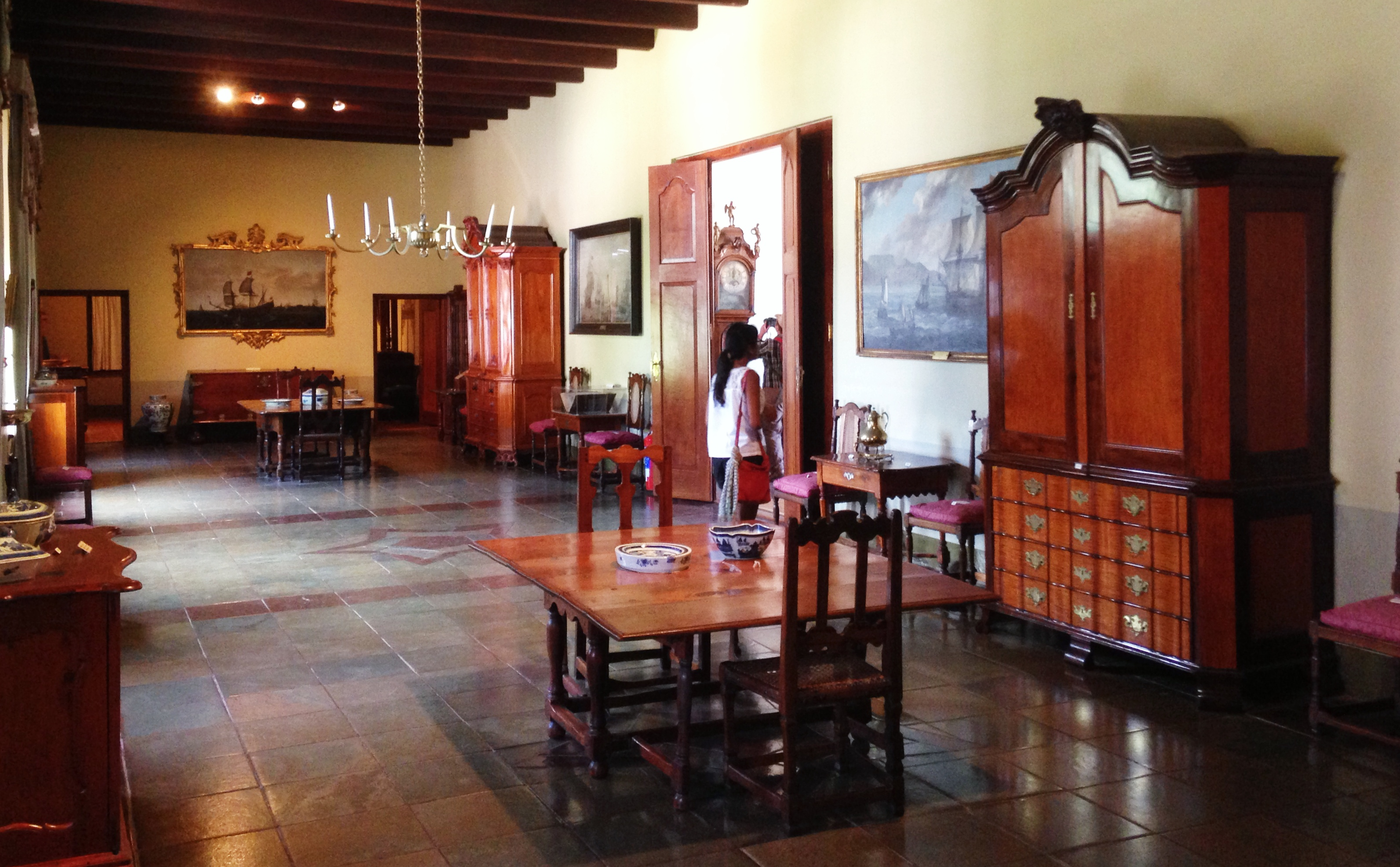
Principale salle intérieure
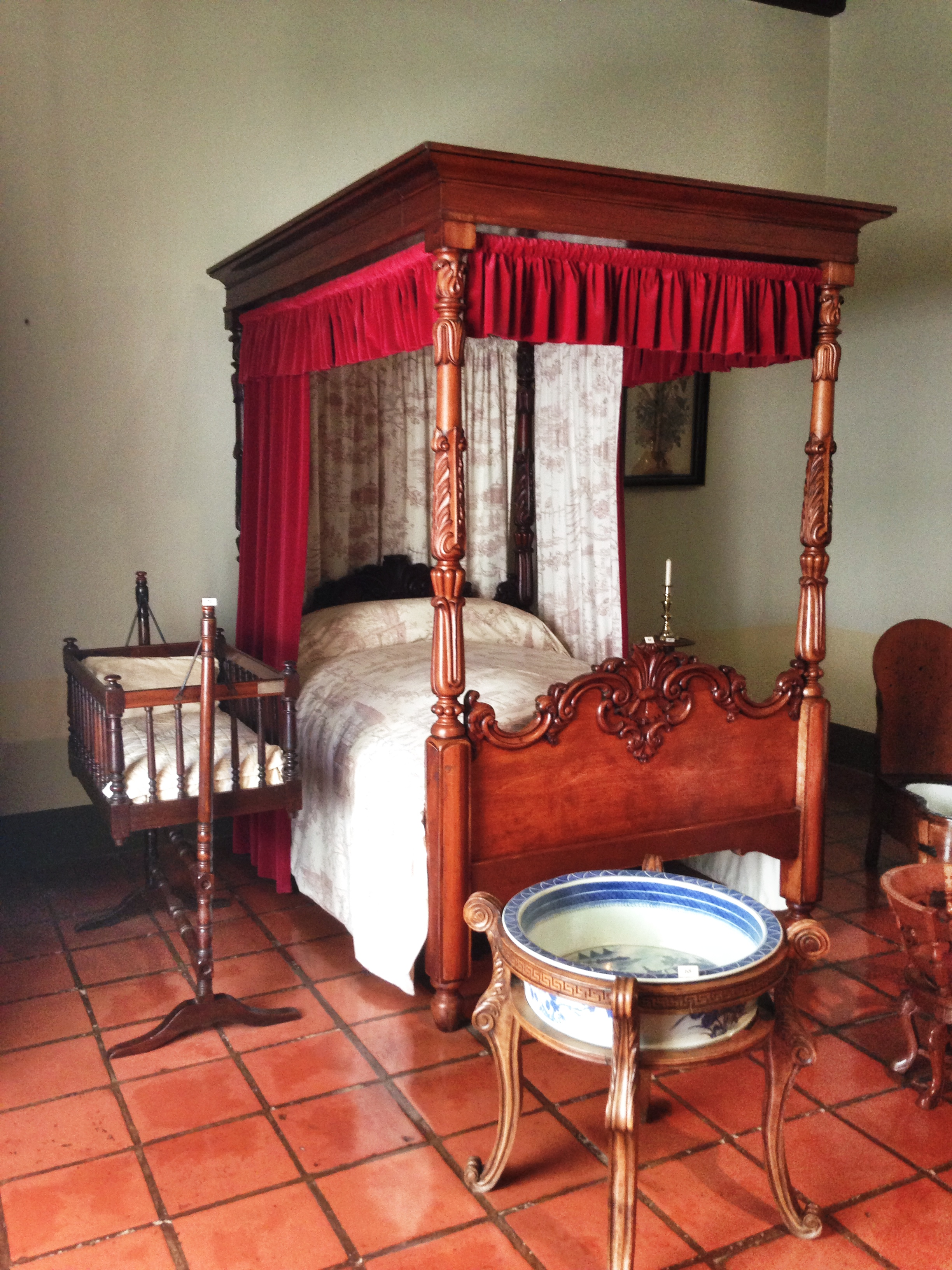
Chambre
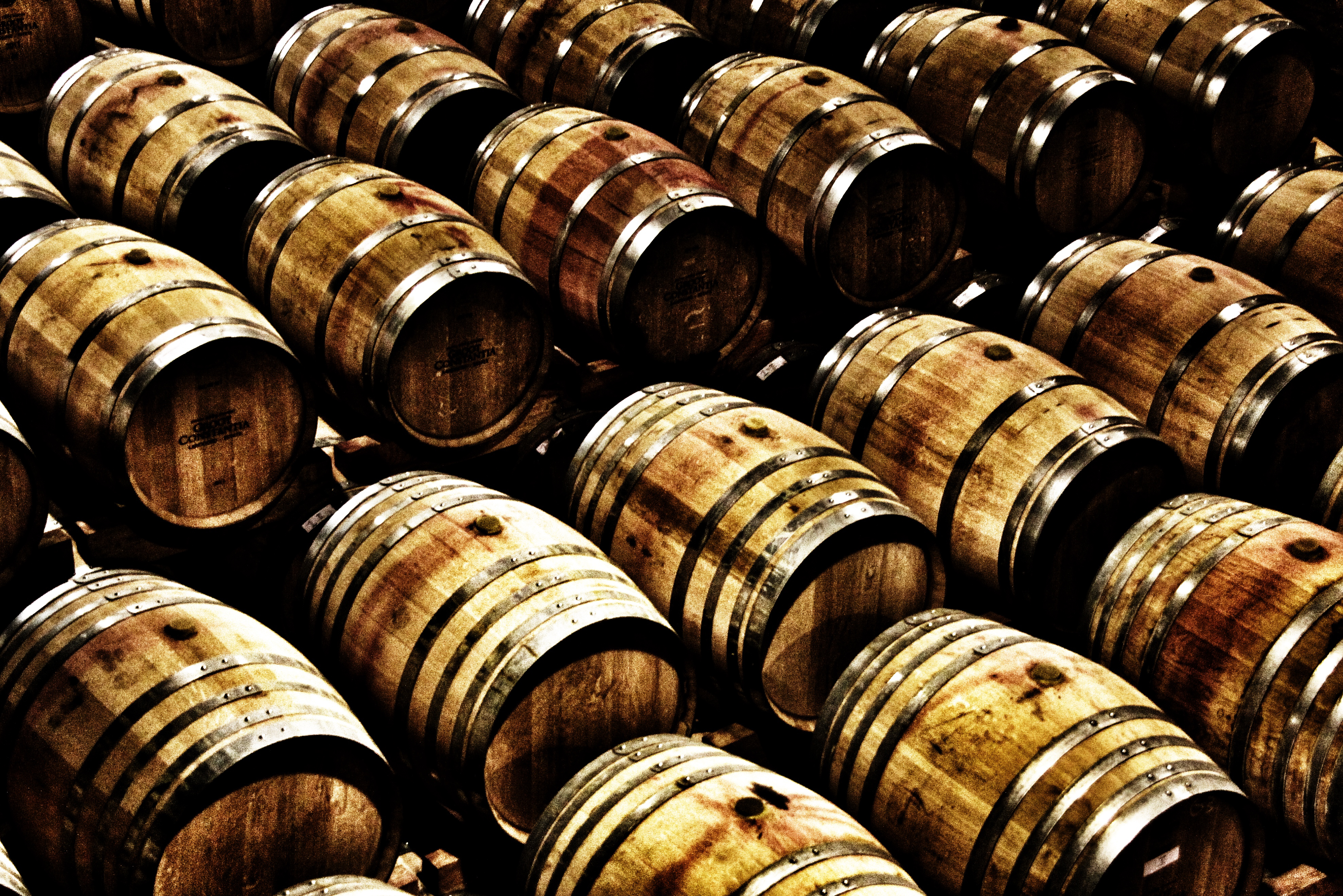
Barriques de vin de Groot Constantia
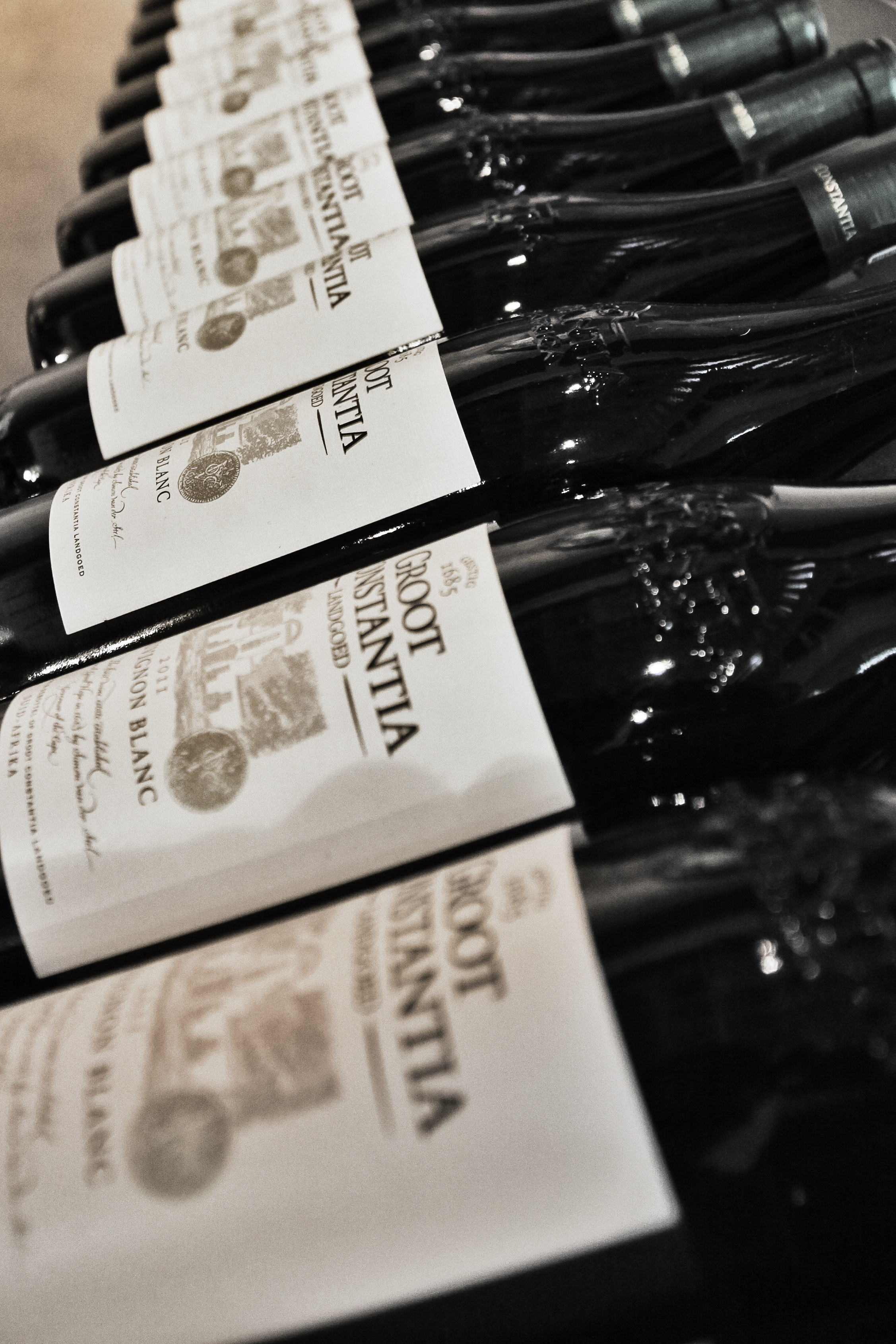
Vins de Groot Constantia

## Climat
La vallée se caractérise par son climat de type méditerranéen. Les hivers (à savoir les étés de l'hémisphère nord) sont doux et humides, et les étés (en hiver dans l'hémisphère nord) sont chauds et secs. L'ensoleillement est important, les pluies courtes mais violentes.
| Mois                              | jan.  | fév.  | mars  | avril | mai   | juin | jui.  | août  | sep. | oct. | nov. | déc.  | année   |
| --------------------------------- | ----- | ----- | ----- | ----- | ----- | ---- | ----- | ----- | ---- | ---- | ---- | ----- | ------- |
| Température minimale moyenne (°C) | 15,7  | 15,6  | 14,2  | 11,9  | 9,4   | 7,8  | 7     | 7,5   | 8,7  | 10,6 | 13,2 | 14,9  | 11,4    |
| Température maximale moyenne (°C) | 26,1  | 26,5  | 25,4  | 23    | 20,3  | 18,1 | 17,5  | 17,8  | 19,2 | 21,3 | 23,5 | 24,9  | 22      |
| Ensoleillement (h)                | 337,9 | 299,9 | 291,4 | 234   | 204,6 | 174  | 192,2 | 210,8 | 225  | 279  | 309  | 334,8 | 3 092,2 |
| Précipitations (mm)               | 15    | 17    | 20    | 41    | 69    | 93   | 82    | 77    | 40   | 30   | 14   | 17    | 515     |

## Structure des exploitations
Plusieurs domaines se partagent la vallée située à 8 km du Cap. 
Ce sont : 
- Buitenverwachting,
- Constantia Glen,
- Constantia Uitsig,
- Eagles Nest Wines,
- Steenberg Wineyards,
- Groot Constantia,
- High Constantia,
- Klein Constantia,
- Silvermist Wine Estate
- Beau Constanti.

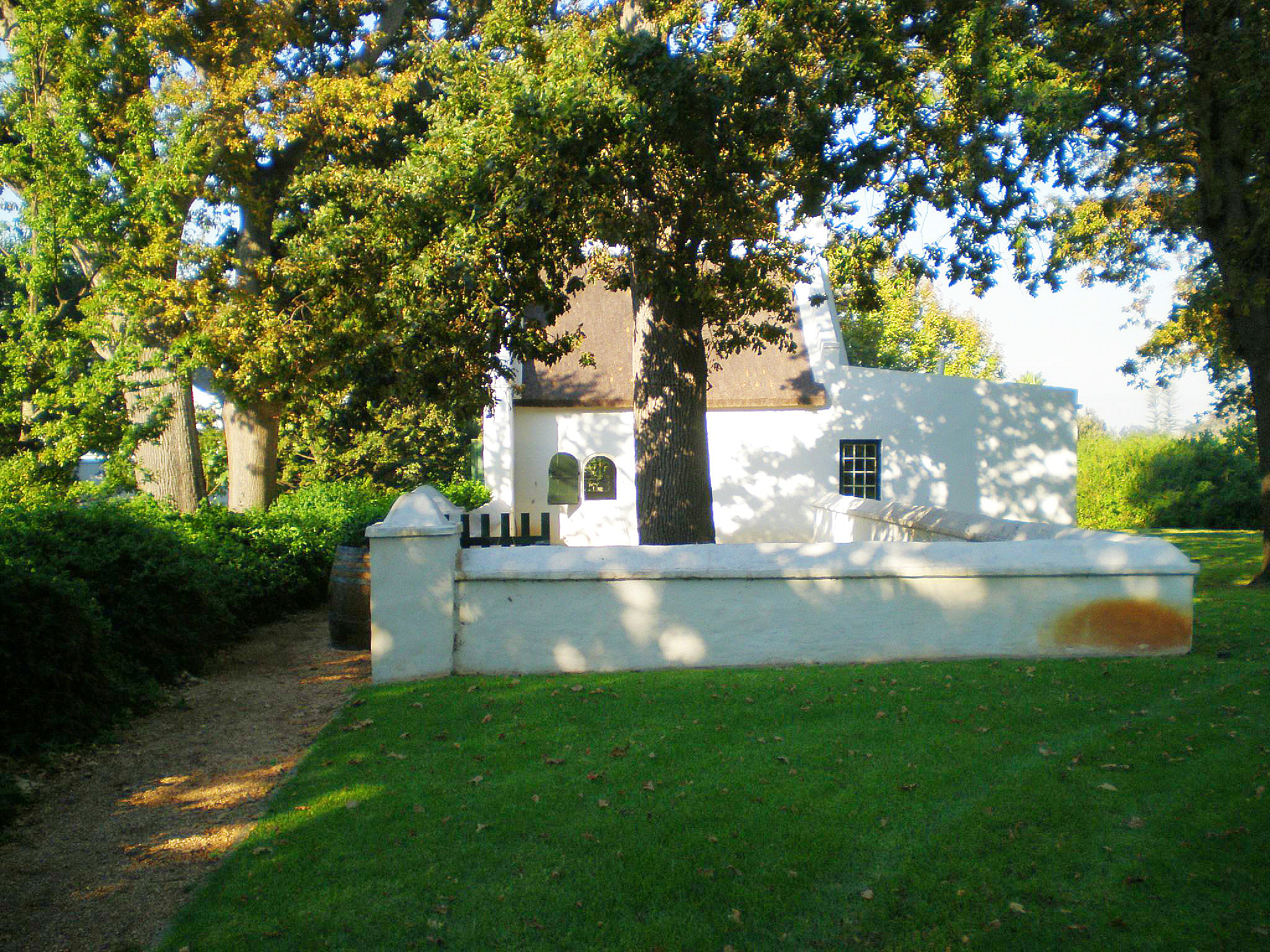
Domaine de Buitenverwachting
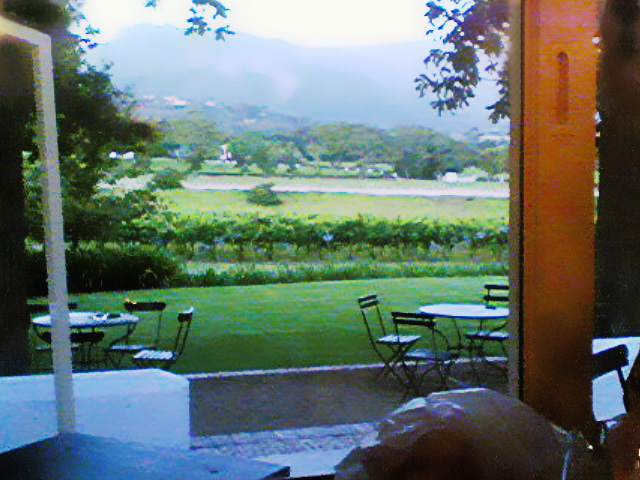
Domaine et vignoble de Constantia Uitsig
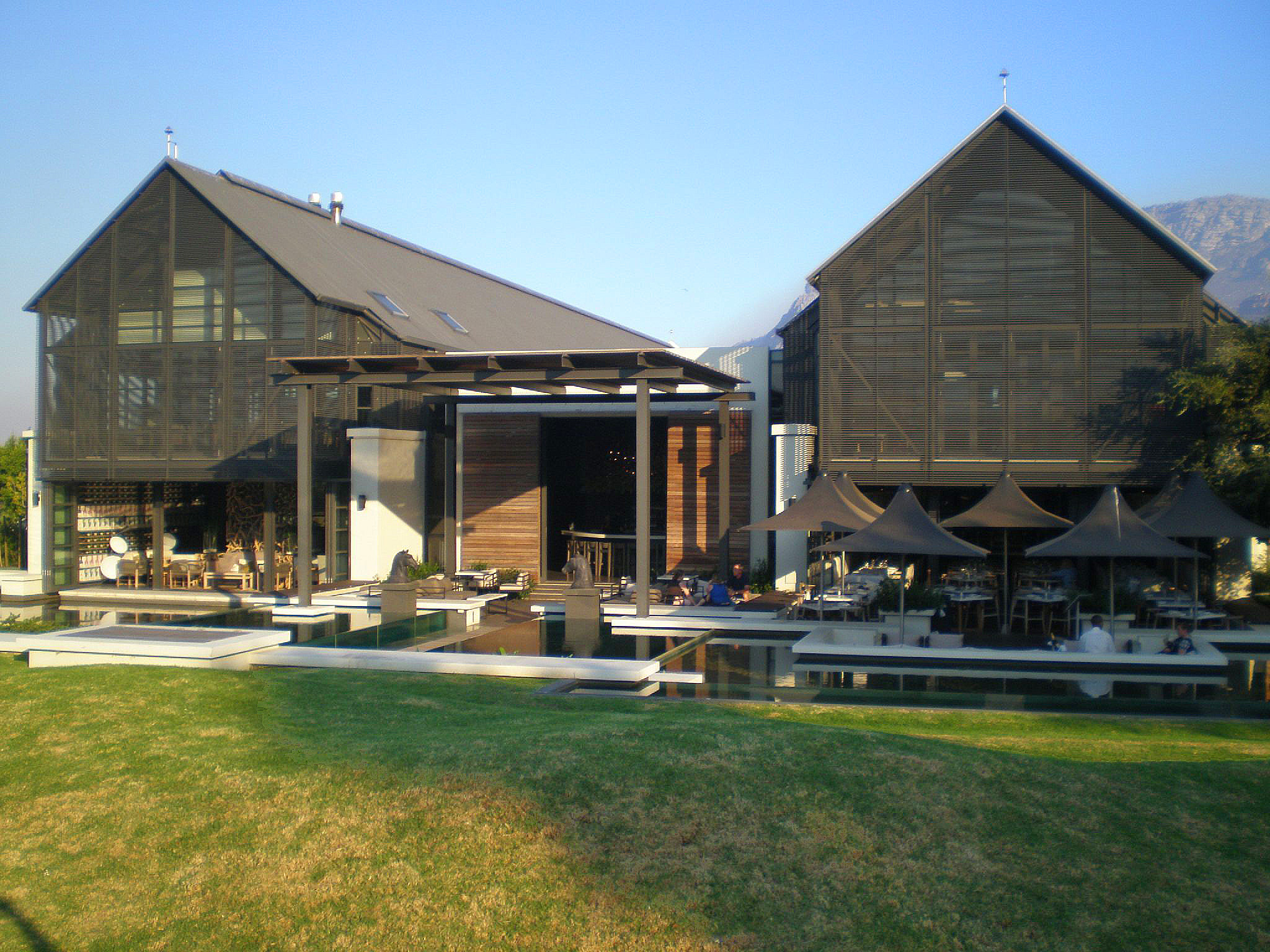
Domaine de Steenberg Wineyards
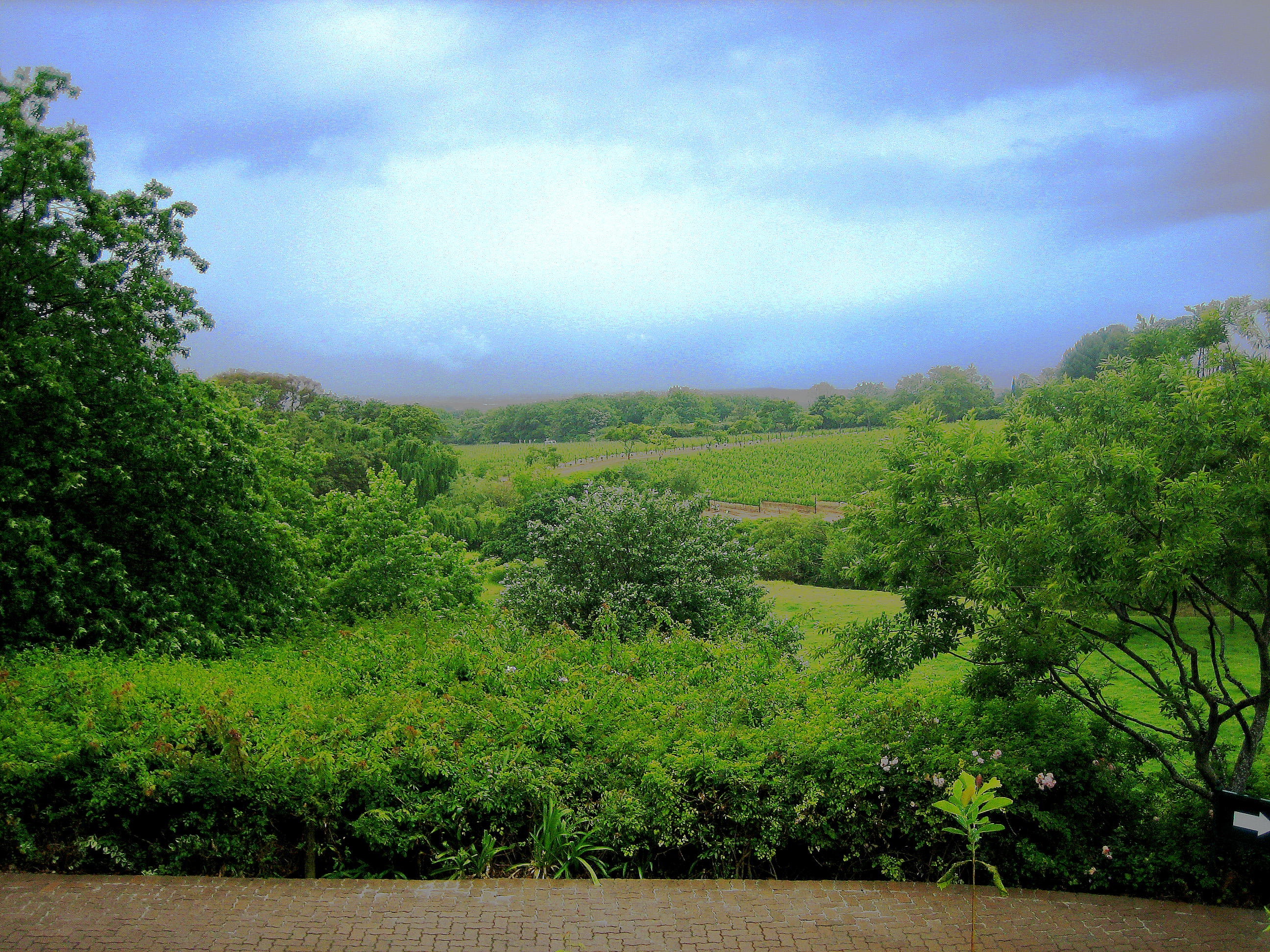
Vignoble de Klein Constantia

## Types de vin
Le terroir viticole de la vallée de Constantia produit parmi les meilleurs vins blancs du pays à base de Sauvignon et de Sémillon. Le vin rouge de Groot Constantia est réputé pour sa grande qualité notamment pour sa Syrah et son Merlot. Depuis 2003, le domaine viticole recommence à produire des vins de dessert. Le cépage est le muscat blanc à petits grains.